# 하타노촌 (아이치현)
하타노촌(幡野村)은 아이치현 아이치군에 설치되었던 촌이다. 현재의 세토시에 해당한다.